# Royal Wellington Tennis & Hockey Club
Maillots
Le Royal Wellington THC est un club belge de hockey sur gazon.